# Sonic 3 - O Filme
Sonic the Hedgehog 3 (bra/prt: Sonic 3 - O Filme) é um filme de comédia de ação e aventura estadunidense-japonesa, baseado na série de videogame publicada pela Sega, a sequência de Sonic the Hedgehog (2020) e Sonic the Hedgehog 2 (2022), além de ser o terceiro filme da série de filmes Sonic the Hedgehog. Dirigido por Jeff Fowler e escrito por Pat Casey, Josh Miller e John Whittington, o filme é estrelado por Jim Carrey, Ben Schwartz, Natasha Rothwell, Shemar Moore, Lee Majdoub, James Marsden, Tika Sumpter, Colleen O'Shaughnessey, e Idris Elba reprisando seus papéis das produções anteriores, com Krysten Ritter e Keanu Reeves se juntando ao elenco. No filme, Sonic , Tails e Knuckles enfrentam um novo inimigo, Shadow, o Ouriço, que se alia aos cientistas loucos Ivo e Gerald Robotnik em busca de vingança contra a humanidade.
Sonic the Hedgehog 3 foi anunciado em fevereiro de 2022 durante o evento para investidores da ViacomCBS antes do lançamento do segundo filme. As filmagens de personagens animados começaram em julho de 2023 em Surrey, Inglaterra, enquanto as filmagens com atores físicos começaram em novembro de 2023 em Londres, e também estava previsto para ocorrer em Los Angeles, Japão e Noruega, com produção concluída em março de 2024. O enredo extrai elementos dos videogames Sonic Adventure 2 (2001) e Shadow the Hedgehog (2005). Reeves foi escalado devido aos paralelos entre sua atuação nos filmes de John Wick e a visão de Fowler para Shadow.
Sonic the Hedgehog 3 estreou no Empire Leicester Square em Londres em 10 de dezembro de 2024, e foi lançado pela Paramount Pictures nos Estados Unidos em 20 de dezembro. Recebeu críticas positivas, com elogios às performances de Carrey e Reeves, e arrecadou US$ 489 milhões em todo o mundo com um orçamento de US$ 122 milhões. Um quarto filme está em desenvolvimento.

## Enredo
Em 1974, um meteorito contendo um ouriço alienígena chamado Shadow pousa em Oklahoma e é apreendido pelos militares. O poder de Shadow é usado para vários experimentos liderados por Gerald Robotnik  em uma instalação da Unidade Guardiã das Nações (G.U.N.). Shadow também desenvolve uma amizade próxima com a neta de Gerald, Maria. Uma noite, enquanto Gerald, Maria e Shadow tentam escapar da instalação para impedir que Shadow seja levado embora, Maria é acidentalmente morta em uma explosão. Gerald é preso, a instalação é abandonada e Shadow é colocado em animação suspensa.
Cinquenta anos depois, alguém invade os sistemas de uma prisão da G.U.N. na costa do Japão e liberta um vingativo Shadow. Em Green Hills, Sonic comemora o aniversário de sua chegada à Terra com Tails, Knuckles e seus pais adotivos Tom e Maddie Wachowski. A diretora da G.U.N., Rockwell, chega e recruta Sonic, Tails e Knuckles (conhecidos como "Equipe Sonic") para deter Shadow, que está causando caos em Tóquio. Shadow domina os três e escapa.
Sonic, Tails e Knuckles se encontram com o comandante da G.U.N. Walters, que os informa sobre o passado de Shadow. De repente, os drones do Doutor Ivo Robotnik  atacam e ferem mortalmente Walters; antes de morrer, Walters dá a Sonic um cartão-chave digital e o avisa para mantê-lo seguro. Sonic, Tails e Knuckles decidem encontrar Shadow sem a ajuda da G.U.N.; Rockwell descobre o corpo de Walters e, acreditando que os três roubaram o cartão-chave, se volta contra eles. Eles encontram Robotnik e seu assistente, o agente Rocha, que nega o envolvimento de Robotnik no ataque, e os cinco formam uma aliança desconfortável.
Os cinco rastreiam os drones até a instalação abandonada da G.U.N.. Ivo conhece Gerald, seu avô afastado e o cérebro por trás da fuga de Shadow e dos drones roubados, enquanto Shadow captura os outros. Gerald revela que o cartão-chave é um dos dois necessários para ativar o Canhão Eclipse, um laser orbital que ele projetou para a G.U.N. que pode atingir qualquer local na Terra. Ele pretende destruir a sede da G.U.N. em Londres para vingar a morte de Maria, e Ivo concorda em se juntar a ele. Shadow pega o cartão-chave e ativa um buraco negro em miniatura para destruir a instalação enquanto ele, os Robotniks e Rocha saem.
A Equipe Sonic escapa usando um portal de anel e recrutam Tom e Maddie para roubar o outro cartão-chave da sede da G.U.N., lutando contra os Robotniks e Rockwell. Tom obtém com sucesso o cartão-chave disfarçado de Walters, mas Shadow o fere gravemente e o pega, permitindo que os Robotniks lancem o Canhão Eclipse. Furioso, Sonic abandona Tails e Knuckles, rouba a Esmeralda Mestre e se transforma em Super Sonic usando as sete Esmeraldas do Caos contidas nela.
Sonic confronta Shadow, que absorve a energia das Esmeraldas do Caos para se tornar Super Shadow. Sonic domina Shadow, mas cede ao perceber que ele foi consumido pela vingança e o poupa. Sonic conta a Shadow sobre a perda de sua guardiã Garra Longa e que seu amor pelas pessoas que perderam é mais importante do que a vingança. Tocado, Shadow concorda em ajudar a parar o Canhão Eclipse.
A bordo do Canhão Eclipse, Gerald revela que ele realmente pretende destruir a Terra como vingança pela morte de Maria, acreditando que a humanidade está além da redenção e não vale a pena governar. Um Ivo chocado tenta abortar a sequência de disparos, mas Gerald destrói o console de comando e os dois lutam. Gerald quase derrota Ivo, mas Ivo joga Gerald no núcleo do reator com a ajuda de Tails e Knuckles, matando-o. Sonic e Shadow bloqueiam o feixe do Canhão enquanto Ivo, Tails e Knuckles o afastam da Terra, cortando acidentalmente parte da Lua. Quando o núcleo do reator começa a derreter, Ivo e Shadow se sacrificam para mover o Canhão para fora do alcance da Terra antes que ele exploda; Ivo faz um anúncio final para reconhecer Rocha como seu amigo. No rescaldo, Sonic se reconcilia com Tails e Knuckles enquanto Tom se recupera de seus ferimentos.
Em uma corrida amigável com Tails e Knuckles, Sonic ultrapassa a linha de chegada e se encontra em um Parque Estadual de Nova York. Ele é atacado por um exército de robôs hostis que se assemelham a ele, mas é salvo por uma ouriça fêmea empunhando um martelo. Em outro lugar, Shadow é revelado ter sobrevivido à destruição do Canhão Eclipse e pousa na Terra.

## Elenco
- Jim Carrey em papel duplo como:
  - Dr. Ivo "Eggman" Robotnik: Um cientista brilhante e insano e ex-inventor do governo dos Estados Unidos que traçava a dominação do mundo através do poder de velocidade de Sonic, que posteriormente se tornou seu arqui-inimigo.[9]
  - Gerald Robotnik: Avô de Ivo e Maria e o cientista-chefe do Projeto Shadow.[10] Carrey disse que uma diferença intrínseca entre Gerald e Ivo era que Gerald era de uma geração mais velha e resistente, descrevendo-o como tão resistente quanto "a rocha da qual ele saiu rastejando".[11]
- Ben Schwartz como Sonic, o Ouriço: Um ouriço azul antropomórfico que pode correr em velocidades supersônicas.[9]
- Krysten Ritter como Diretora Rockwell: Uma oficial de alta patente da organização militar Unidade Guardiã das Nações (G.U.N.).[12]
- Natasha Rothwell como Rachel: Irmã de Maddie que Maddie disfarça para se infiltrar na sede da G.U.N..[13]
- Shemar Moore como Randall Handel: Marido de Rachel e agente da G.U.N., que Tom disfarça para se infiltrar na sede da G.U.N..[13]
- Colleen O'Shaughnessey como Miles "Tails" Prower: Uma raposa amarelo-laranja antropomórfica que pode voar graças as suas duas caudas.[9]
- James Marsden como Tom Wachowski: O xerife de Green Hills, Montana e a figura paterna de Sonic.[9]
- Tika Sumpter como Maddie Wachowski: A esposa de Tom e veterinária local de Green Hills, que também é a figura materna de Sonic.[9]
- Idris Elba como Knuckles, o Equidna: Um guerreiro equidna vermelho antropomórfico sério e mal-humorado com superforça.[9]
- Keanu Reeves como Shadow, o Ouriço:
Um ouriço preto antropomórfico com listras vermelhas que fazia parte de um programa governamental secreto chamado Projeto Shadow.[14] Ele pode se teletransportar e tem força extrema.[15] Ele viveu uma tragédia e busca vingança. Fowler disse que quando se conheceram, ele percebeu que Reeves "muito claramente tinha ido e feito seu dever de casa", e que ele desejava criar uma versão "fiel aos fãs" do personagem.[16] Além disso, Fowler reconheceu os elementos de armas de fogo e a motocicleta de Shadow em seu videogame homônimo de 2005, e disse que eles eram "muito respeitosos sobre o que os fãs esperam ver e o que eles amam no personagem", e que ele e sua equipe estavam "muito cientes dos tempos e da maneira certa de lidar com esse tipo de imagem em um filme de família", sentindo que terminaram em um ótimo lugar em relação ao assunto.[17]

Lee Majdoub, Adam Pally e Tom Butler reprisam seus papéis dos filmes anteriores como Agente Rocha, um ex-agente do governo e assistente de Robotnik; Wade Whipple, um policial de Green Hills, amigo de Tom Wachowski e Knuckles e o atual guardião da Esmeralda Mestre; e Comandante Walters, o ex-vice-presidente dos Chefes de Estado-Maior Conjunto e líder da organização militar Unidade Guardiã das Nações (G.U.N.), respectivamente, com James Wolk interpretando um jovem Capitão Walters em flashbacks de 1974. Alyla Browne se junta ao elenco como Maria Robotnik, prima de Ivo e neta de Gerald Robotnik que se torna uma amiga próxima Shadow durante o seu tempo no laboratório de Gerald.
Jorma Taccone interpreta Kyle Lancebottom, um agente da G.U.N. na Ilha da Prisão que cuida de Shadow. Sofia Pernas e Cristo Fernández interpretam Gabriella e Pablo/Juan, personagens de uma telenovela que Ivo assiste. Um grupo de Metal Sonics e Amy Rose fazem uma aparição sem fala na cena pós-créditos.

## Produção

### Desenvolvimento
Em fevereiro de 2022, o Sega Sammy Holdings e a Paramount Pictures estavam no desenvolvimento de um terceiro filme de Sonic the Hedgehog (2020) depois de Sonic the Hedgehog 2 (2022). O filme foi anunciado formalmente durante o evento para investidores da ViacomCBS. Jeff Fowler retornou como diretor, e Neal H. Mortiz, Toby Ascher, Toru Nakahara e Hitoshi Okuno retornaram como produtores. Uma série estrelada por Knuckles, o Equidna, que apareceu em Sonic the Hedgehog 2, para a Paramount+, estava sendo desenvolvida simultaneamente com o filme. O filme será inspirado nos videogames Sonic Adventure 2 (2001) e Shadow the Hedgehog (2005).
Em abril de 2022, Jim Carrey – que interpreta o Dr. Robotnik nos filmes – anunciou que estava pensando em se aposentar da atuação. Com sua possível aposentadoria, os produtores Neal H. Moritz e Toby Ascher confirmaram que seu papel como Robotnik não seria reformulado em nenhuma sequência se ele seguisse com seus planos de aposentadoria. No entanto, eles permaneceram esperançosos de que poderiam desenvolver roteiros bons o suficiente para que ele continuasse no papel.

### Filmagens
As filmagens de segunda unidade começaram no final de julho de 2023 para personagens animados apenas, sem atores físicos (devido à greve da SAG-AFTRA de 2023) em Farnham, Surrey, Inglaterra. As filmagens principais foram originalmente programadas para começar em 31 de agosto de 2023, em Londres, Inglaterra, mas foi adiada para setembro daquele ano. As filmagens também deveriam ocorrer em Los Angeles, Japão e Noruega. A produção com atores físicos começou em 29 de novembro de 2023, e foi anunciada com uma imagem teaser da estátua stand-in de Shadow, o Ouriço usada nas filmagens.

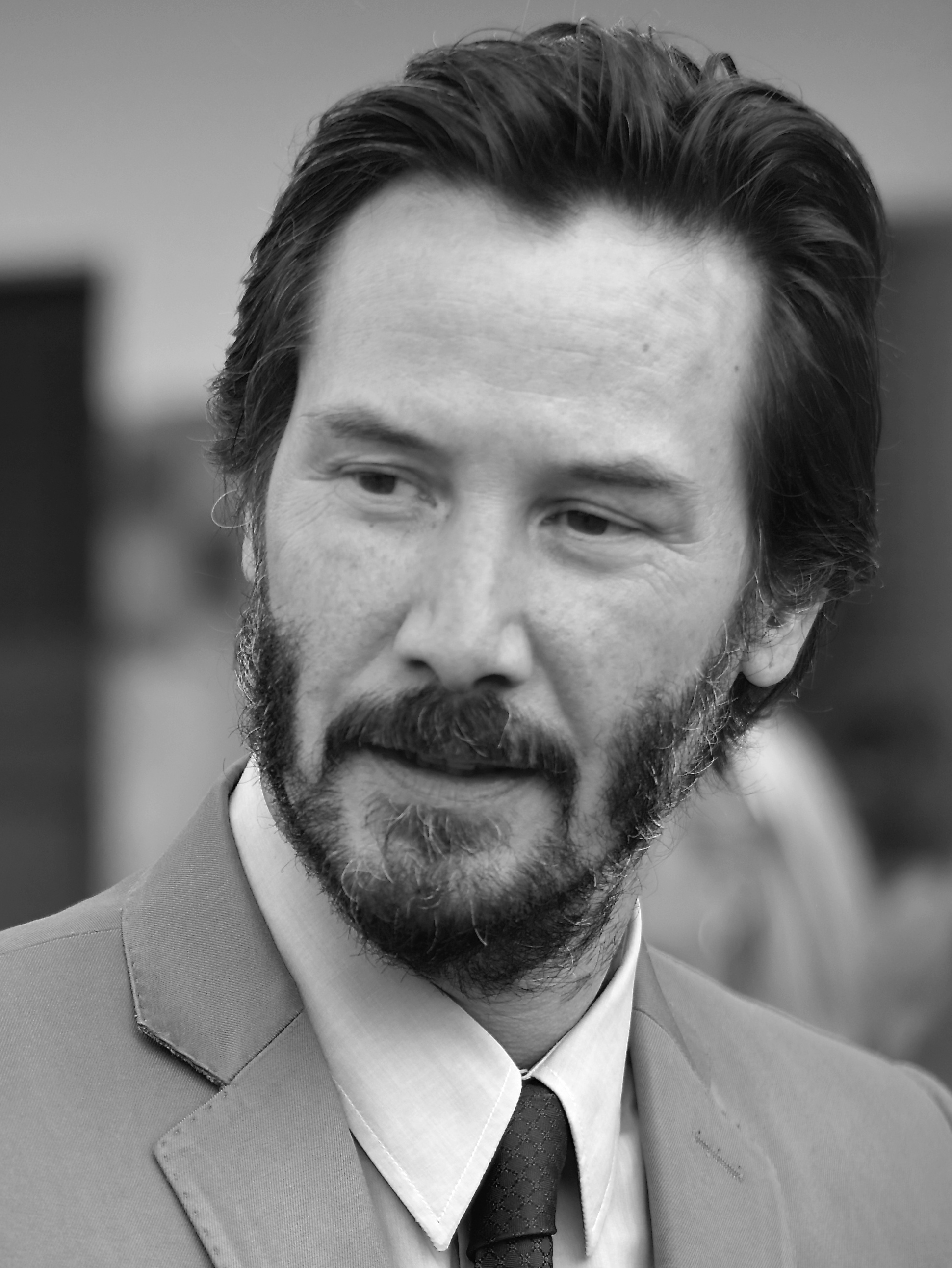
Keanu Reeves se juntou ao filme como a voz de Shadow; ele foi amplamente escalado em fancasts para o papel após a participação especial do personagem no filme anterior.

Em fevereiro de 2024, foi oficialmente confirmado que Carrey reprisaria seu papel no filme, junto com Marsden, Ben Schwartz, Tika Sumpter, Colleen O'Shaughnessey , Idris Elba, Lee Majdoub e Tom Butler. Krysten Ritter, Alyla Browne, James Wolk, Sofia Pernas, Cristo Fernández e Jorma Taccone foram escalados para papéis não revelados; Taccone foi contratado anteriormente como diretor de episódios da série Knuckles. Em 16 de fevereiro, o papel de Browne foi revelado como Maria. Schwartz começou a gravar o filme na semana seginte.
Marsden disse que as filmagens foram encerradas em 14 de março de 2024, enquanto Fowler revelou oficialmente que o filme encerrou a produção em 29 de março. Em 15 de abril de 2024, foi revelado que Keanu Reeves daria voz a Shadow, o Ouriço. O ator foi referenciado anteriormente no primeiro filme durante uma sequência em que o personagem titular assiste ao filme de Reeves, Speed de 1994, e se refere a ele como "um tesouro nacional".

### Animação
Como medida de redução de custos, os produtores tinham uma equipe de animação interna na Paramount trabalhando tanto em Sonic the Hedgehog 3 quanto na série Knuckles.

## Música
Em dezembro de 2023, o vocalista do Crush 40, Johnny Gioeli, disse que houve conversas sobre a inclusão da música "Live & Learn" de Sonic Adventure 2 (2001) no filme. Em janeiro de 2024, Tom Holkenborg, que também compôs para os dois primeiros filmes, foi anunciado para retornar para o filme. No mês seguinte, Gioeli confirmou que "Live & Learn" seria incluído no filme.

## Lançamento
Sonic the Hedgehog 3 foi lançado nos cinemas dos Estados Unidos pela Paramount Pictures em 20 de dezembro de 2024. No Brasil, o filme estava agendado para ser lançado em 2 de janeiro de 2025, mas teve seu lançamento antecipado para 25 de dezembro de 2024 em um dia de Natal. Em Portugal, foi lançado a 26 de dezembro de 2024.

## Crítica
No site agregador de resenhas Rotten Tomatoes, 88% das 136 avaliações dos críticos são positivas, com uma classificação média de 6,6/10.

## Futuro
Em setembro de 2024, o produtor Toby Ascher declarou a intenção de filmes adicionais do Sonic. Elba e Reeves expressaram interesse em um spin-off estrelado por seus personagens. Em dezembro de 2024, um quarto filme do Sonic entrou em desenvolvimento, com lançamento previsto para 19 de março de 2027. Apesar da aparente morte de seu personagem em Sonic the Hedgehog 3, Carrey disse em janeiro de 2025 que estava "aberto à ideia" de retornar para o quarto filme, desde que sua premissa o interessasse.